# Trichonectria
Trichonectria — рід грибів родини Bionectriaceae. Назва вперше опублікована 1907 року.
В Україні зустрічаються Trichonectria anisospora (Lowen) Lowen, Trichonectria hirta (A. Bloxam).